# سليمان عربيات
سليمان عربيات (1938-2013) أكاديمي وسياسي وكاتب أردني. شغل منصب وزير الزراعة بين عامي 1989 و1990.

## الحياة المهنية
ولد عربيات في السلط عام 1938. أصبح أستاذاً وباحثاً في الجامعة الأردنية في أوائل السبعينيات والتحق بكلية الزراعة الجديدة آنذاك 
شغل منصب عميد نفس الكلية عام 1989.  كما شغل منصب رئيس جامعة البلقاء التطبيقية وجامعة مؤتة. كما تولى خلال حياته مناصب مختلفة في وزارة الزراعة .